# Hội đồng Bắc Cực
Hội đồng Bắc Cực là một diễn đàn liên chính phủ cấp cao giải quyết các vấn đề mà các chính phủ Bắc Cực và người bản địa ở Bắc Cực phải đối mặt. Hiện tại, tám quốc gia thực hiện chủ quyền đối với các vùng đất trong Vòng Bắc Cực, và những quốc gia này tạo thành các quốc gia thành viên của hội đồng:  Canada;  Đan Mạch;  Phần Lan;  Iceland;  Na Uy;  Nga;  Thụy Điển;  và  Hoa Kỳ. Các quốc gia hoặc nhóm quốc gia khác có thể được thừa nhận là quốc gia quan sát viên, trong khi các tổ chức đại diện cho mối quan tâm của dân tộc bản địa có thể được thừa nhận với tư cách là người tham gia thường trực bản địa.

## Danh sách Thành viên

### Thành viên chính thức
- Canada
- Đan Mạch
  -  Greenland
- Phần Lan
- Iceland
- Na Uy
- Nga
- Thụy Điển
- Hoa Kỳ

### Quan sát viên
- Đức
- Hà Lan
- Ba Lan
- Anh Quốc
  -  Anh
  -  Scotland
  -  Wales
  -  Bắc Ireland
- Pháp
- Tây Ban Nha
- Trung Quốc
  -  Ma Cao
  -  Hong Kong
- Ấn Độ
- Ý
- Nhật Bản
- Hàn Quốc
- Singapore

### Quan sát viên đang chờ duyệt
- Liên minh châu Âu
- Thổ Nhĩ Kỳ[4][5]